# Lijst van melkitische Grieks-katholieke patriarchen van Antiochië
Dit is een lijst van de patriarchen van de Melkitische Grieks-Katholieke Kerk, die sinds 1724 met Rome is geünieerd.
Voor de patriarchen voor 518 zie de lijst van patriarchen van Antiochië.

Voor de patriarchen van 518 tot 1724 zie de lijst van Grieks-orthodoxe patriarchen van Antiochië.

## Lijst van de Melkitische Grieks-katholieke patriarchen van Antiochië
- Cyril VI Tanas (1724-1759)
- Athanasius IV Jawhar (1759-1760)
- Maximos II Hakim (1760-1761)
- Theodosius V Dahan (1761-1788)
- Athanasius IV Jawhar (1788-1794)
- Cyril VII Siaj (1794-1796)
- Agapios II Matar (1796-1812)
- Ignatius IV Sarrouf (1812)
- Athanasius V Matar (1813)
- Macarios IV Tawil (1813-1815)
- Ignatius V Qattan (1816-1833)
- Maximos III Mazloum (1833-1855)
- Clement Bahouth (1856-1864)
- Gregorios II Youssef-Sayur (1864-1897)
- Peter IV Jaraijiry (1898-1902)
- Cyril VIII Geha (1902-1916)
  - vacant (1916-1919)
- Dimitrios I Qadi (1919-1925)
- Cyril IX Moghabghab (1925-1947)
- Maximos IV Saigh (1947-1967)
- Maximos V Hakim (1967-2000)
- Gregorios III Laham (2000-2017)
- Youssef I Absi (2017-heden)